# Sheet One
Albums de Plastikman
Recycled Plastik
(1994)
Sheet One est le premier album de Plastikman, un des pseudonymes de Richie Hawtin, sorti en 1993 sur son label Plus 8.

## Historique

### Contexte
Il s'agit de la deuxième sortie de Richie Hawtin sous l'alias Plastikman après le maxi Spastik, sorti la même année, et de fait son premier album sous ce pseudonyme ; en revanche, cet album est le deuxième album de Richie Hawtin, qui est déjà l'auteur, en tant que F.U.S.E., de l'album Dimension Intrusion.

### Enregistrement
Ce disque a été conçu lors d'une unique session de 48 heures non-stop.

## Caractéristiques

### Pochette
La couverture avant de l'album est prédécoupée en petits carrés, ressemblant ainsi à une feuille de papier buvard imbibée de LSD et destinée à la vente au détail. Cette ressemblance a d'ailleurs valu à un de ses fans d'être arrêté.

## Liste des morceaux
| 1.    | Drp        | 1:45  |
| 2.    | Plasticity | 10:40 |
| 3.    | Gak        | 5:38  |
| 4.    | Spastik    | 9:05  |
| 5.    | Plasticine | 11:20 |
| 6.    | Koma       | 4:02  |
| 7.    | Vokx       | 0:42  |
| 8.    | Smak       | 8:56  |
| 52:08 |            |       |